# Museo Municipal de Montmeló
El museo municipal de Montmeló ocupa una antigua casa señorial, «Can Caballé», que fue construida alrededor del año 1920. Se caracteriza por la presencia de dos esbeltas torres mirador y algunos elementos decorativos de inspiración modernista, como las cenefas de azulejos blancos y verdes en ajedrezado que recorren la fachada principal o las tejas vidriadas de color verde que remarcan los caballetes y las aristas de las cubiertas. En 1987, el Ayuntamiento adquirió el edificio y en 1996 se aprueba su rehabilitación para convertirse en la sede del futuro Museo, que fue inaugurado en 1998.

## ExposiciónMontmeló, caminos y años
La exposición permanente presenta, bajo el título de Montmeló, caminos y años, la evolución histórica del municipio en el contexto del Vallés y de Cataluña. A través de esta muestra, el Museo de Montmeló recorre la historia local y difunde los diversos legados que han dejado las culturas con el paso del tiempo. En los módulos de la exposición se pueden ver testimonios de los periodos Neolítico, ibero, romano y medieval. Estos módulos giran en torno a la colección de materiales arqueológicos que Ignacio Cantarell cedió al Museo Municipal de Montmeló en 1998. En el módulo medieval, también se dan a conocer las pinturas murales románicas que custodia la iglesia local de Santa María de Montmeló.

## Parque arqueológico y natural de Can Tacó

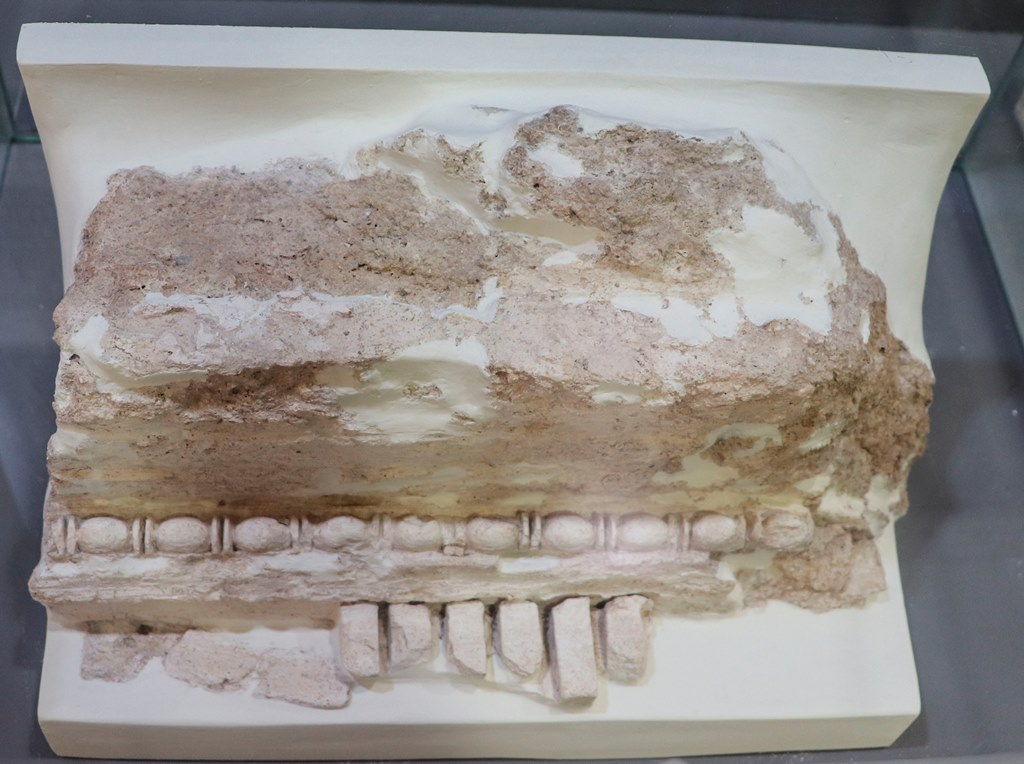
Fragmentos con pinturas murales romanas

El yacimiento arqueológico de Can Tacó, un asentamiento romano, está en proceso de excavación desde el año 2003 y desde noviembre de 2007 está declarado como Bien Cultural de Interés Nacional. Este singular yacimiento del siglo II a. C. se incluirá dentro del Parque Arqueológico y Natural del Turó de Can Tacó, comprendido dentro de los municipios de Montmeló y Montornés del Vallés, y que se espera poner a punto a finales del 2010.

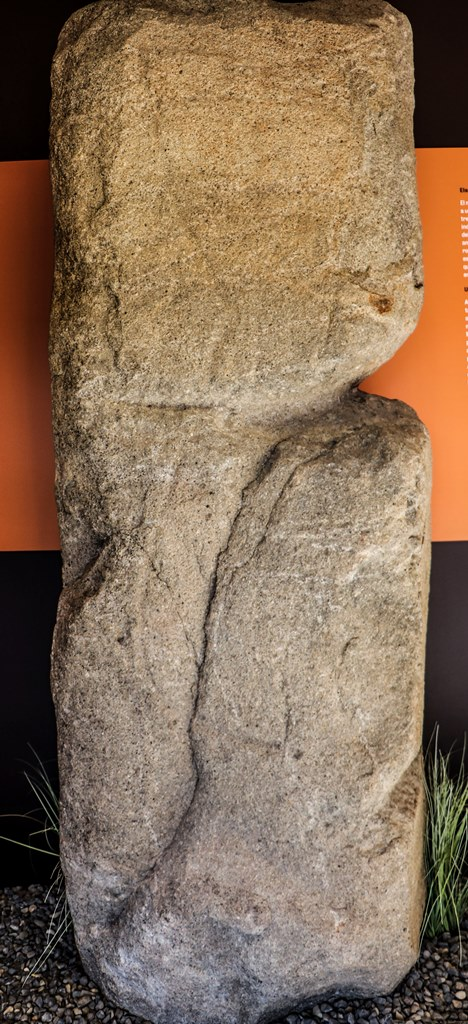
El menhir Pedra de Llinàs

El museo expone hallazgos de fragmentos de estucos de pinturas murales y de columnas del primer estilo pompeyano (150 a.e.c - 80 a.e.c) que decoraban los principales aposentos del asentamiento.

## El menhir Pedra de Llinars
La Pedra de Llinars es un menhir de un bloque de granodiorita que mide 2,37 m de altura por 82 cm de ancho. De la Pedra de Llinars destaca el grabado con forma de yugo o doble oval que recorre la cara frontal del menhir. Está seccionado por el surco transversal, correspondiente a un intento de corte de la piedra.